# Валенсійська мовна академія

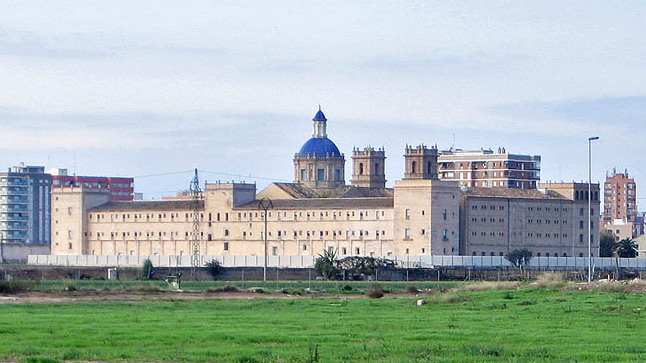
Монастир Сан Мікел далс Рейс у м. Валенсія, де розташована Валенсійська мовна академія

Валенсі́йська мо́вна акаде́мія (кат. Acadèmia Valenciana de la Llengua, скорочено AVL) – офіційна наукова установа у підпорядкуванні Женералітату (уряду) Автономної області Валенсія, головною метою якої є вироблення нормативів валенсійської мови (каталанської мови на території Автономної області Валенсія) на основі т.зв. норм Кастельо.
Валенсійська мовна академія створена 16 вересня 1998 р. згідно з указом Женералітату Валенсії № 7/1998 та на виконання ухвали Ради Валенсії з питань культури від 13 липня 1998 р. 
Розташована у приміщенні середньовічного монастиря Сан Мікел далс Рейс (кат. Sant Miquel dels Reis, валенсійською вимовою Сант Мікел делс Рейс), у цьому ж приміщення знаходиться і Валенсійська бібліотека.
Рішення Валенсійської мовної академії є обов’язковими до виконання всіма закладами уряду Валенсії, органами влади на місцях, освітніми закладами, ЗМІ, підприємствами тощо.

## Завдання Валенсійської мовної академії
Серед завдань Валенсійської мовної академії є такі:
- Визначення норм валенсійської мови,
- Затвердження офіційної топоніміки Автономної області Валенсія,
- Захист офіційної назви валенсійської мови,
- Контроль над вживанням мови у ЗМІ,
- Подання щорічного звіту до Парламенту та Ради уряду Валенсії.

Валенсійська мовна академія об’єднує 21 особу зі статусом «академік», які:
- повинні підтримувати політичне рішення називати каталанську мову в Автономній області Валенсія «валенсійською мовою»;
- бути експертами у царині валенсійської мови, лінгвістики або освіти.

Що п’ять років третина членів академії оновлюється. 
Колективними керівними органами Академії є пленарне засідання (кат. Ple de l'AVL) та Керуюча рада Академії (кат. Junta de Govern), також існує індивідуальна посада президента Академії.

## Визначення валенсійської мови
Див. також: Каталанська мова, Валенсійська мова.
Валенсійська мовна академія визначає валенсійську мову «власною та історичною мовою Автономної області Валенсія» (кат. idioma històric i propi de la Comunitat Valenciana), яка є частиною лінгвістичної системи територій колишнього Арагонського королівства, причому ця лінгвістична система в Іспанії визначається статутами відповідних автономій. Таким чином визнається, що валенсійська мова є частиною тієї мови, якою говорять в Каталонії та на Балеарських островах, тобто є частиною каталанської мови.
Відповідно до рішень Валенсійської мовної академії від 25 березня та 20 травня 2002 р. норми валенсійської мови базуються на розробках Міжуніверситетського інституту валенсійської філології (кат. Institut Interuniversitari de Filologia Valenciana, скорочено IIFV), а отже на нормативах Інституту каталонських студій.

## Головні рішення Валенсійської мовної академії
У грудні 2003 р. Академія ухвалила рішення, що назва «валенсійська мова» є традиційною, історичною, юридичною та конституційною назвою в Автономній області Валенсія, однак ця назва не повинна входити у протиріччя та не є єдино можливою щодо інших назв цієї мови (тобто непрямим чином підтверджується, що мова валенсійців може називатися і каталанською мовою). Окремо підкреслюється, що дискусії щодо назви мови валенсійців не повинні шкодити розвиткові самої мови та не повинні роз’єднувати мовців за політичними уподобаннями.
9 лютого 2005 р. Валенсійська мовна академія оголосила, що мова валенсійців є тією ж мовою, що і мова Каталонії та Балеарських о-вів, що ця мова є поліцентричною, отже норми Валенсійської мовної академії є одними з можливих норм цієї мови, поряд з нормами Інституту каталонських студій та Університету Балеарських островів. Пропозиція прямо назвати мову «валенсійською/каталанською» (кат. valencià/català) була знята з голосування через спротив меншості академіків.
У 2006 р. Валенсійська мовна академія видала «Нормативну граматику валенсійської мови» (кат. Gramàtica Normativa Valenciana) та «Орфографічний словник та словник вимови валенсійської мови» (кат. Diccionari Ortogràfic i de Pronunciació del Valencià). Хоча у цих академічних працях використовувалися норми Кастельо (дуже близькі до стандарту Каталонії та Балеарських островів), а не норми Пуч, як нормативне для деяких слів було запропоновано все-таки регіональні варіанти, а не варіанти, прийняті Інститутом каталонських студій (este / eixe «цей», а вже потім aquest / aqueix; dos «два / дві» як для чоловічого, так і для жіночого родів – відповідно до норми IEC вживається dos для чоловічого роду та dues для жіночого; mentres «в той самий час», а вже потім нормативне mentre; bellea, pobrea, riquea замість нормативних bellesa, pobresa, riquesa; суфікс -iste/-ista для чоловічого та жіночого роду – у нормі IEC вживається лише -iste, а також велика кількість слів, які вважаються ненормативними у словниках норми IEC). Це дало підстави звинуватити Валенсійську мовну академію у намаганні «сприяти подрібненню [каталанської] мови» (кат. promoure la disgregació de la llengua).